# Shirley Targino
Francisca Shirley Ferreira Targino Maia (Caraúbas, 22 de fevereiro de 1967) é uma política brasileira filiada ao Progressistas (PP). Foi prefeita de Messias Targino por quatro mandatos: de 2005 a 2012 e de 2017 a 2024, sendo a 12.ª e a 14.ª chefe do Executivo municipal. Atualmente, exerce o cargo de secretária municipal de Assistência Social de Mossoró, na gestão do prefeito Allyson Bezerra.
Foi até 2023 presidente do PL mulher do estado. Durante sua carreira política foi prefeita duas vezes consecutivas da cidade que leva o nome de seu avô, Messias Targino. Sendo novamente eleita dia 2 de outubro de 2016 para o seu terceiro mandato como chefe do poder executivo daquele município.

## Carreira política
Filha de Paulo de Freitas Targino e de Maria do Socorro Ferreira Targino, ex-prefeita de Messias Targino, Shirley ingressou na política no ano de 2000, filiada ao extinto PFL, atual Democratas (DEM), como candidata à prefeita de Messias Targino, não obtendo êxito. Iniciou-se na política ao ser eleita prefeita em 2004, com pouco mais de 300 votos de maioria , sendo reeleita quatro anos depois aumentando sua maioria de votos. Nos oito anos em que administrou sua terra natal, Shirley realizou um trabalho inovador e bem sucedido, fato reconhecido em 2010, quando foi eleita prefeita empreendedora estadual e nacional pelo Sebrae.
Foi nomeada no inicio ano de 2013 assessora especial I, com lotação no Gabinete Civil da Governadora do Estado. No dia 3 de setembro de 2013 toma posse da Secretaria de Estado do Trabalho, da Habitação e da Assistência Social (SETHAS) do Rio Grande do Norte  do governo Rosalba Ciarlini. Quase seis meses depois no dia 31/03/2014, Targino pede exoneração do cargo de secretária de estado do SETHAS por motivos partidários. A presidente do PR Mulher estava na cota pessoal da governadora Rosalba Ciarlini.
No dia 04 de julho de 2025, Shirley assumiu a secretaria de assistência social do município de Mossoró a convite do então prefeito Allyson Bezerra. Targino, irá comandar a pasta que até então era ocupada por Etevaldo Almeida, e será resposável pela gestão das políticas públicas das áreas socias do município. 

## Vida pessoal
No dia 17 de novembro de 2017, casou-se com o então ex-deputado federal pelo Rio Grande do Norte, João Maia em uma cerimônia coletiva ocorrida no município de Messias Targino.